# Ja’ir Nosowski
Ja’ir Nosowski (hebr. יאיר נוסובסקי, ur. 29 czerwca 1937) – izraelski piłkarz grający na pozycji bramkarza. W swojej karierze rozegrał 2 mecze w reprezentacji Izraela.

## Kariera klubowa
Swoją karierę piłkarską Nosowski rozpoczął w klubie Hapoel Kefar Sawa. W 1955 roku awansował do kadry pierwszej drużyny i w sezonie 1955/1956 zadebiutował w niej w pierwszej lidze izraelskiej. W 1971 roku odszedł do Hapoelu Beer Szewa. Po dwóch sezonach gry w nim wrócił do Hapoelu Kefar Sawa, w którym występował do końca swojej kariery, czyli do 1977 roku.

## Kariera reprezentacyjna
W reprezentacji Izraela Nosowski zadebiutował 21 listopada 1965 roku w wygranym 2:1 meczu eliminacji do MŚ 1966 z Bułgarią, rozegranym w Ramat Gan. W 1970 roku był w kadrze Izraela na Mistrzostwa Świata w Meksyku, na których pełnił funkcję rezerwowego bramkarza. Od 1965 do 1970 roku rozegrał w kadrze narodowej 2 mecze.